# Connie Simmons
Cornelius Leo „Connie” Simmons (ur. 15 marca 1925 w Newark, zm. 15 kwietnia 1989) – amerykański koszykarz występujący na pozycjach silnego skrzydłowego oraz środkowego, dwukrotny mistrz NBA.
Jego brat – Johnny Simmons był zawodowym baseballistą oraz koszykarzem (Boston Celtics).
Został drugim zawodnikiem w historii, który dostał się do NBA bezpośrednio po szkole średniej.

## Osiągnięcia
NBA
- 2-krotny mistrz BAA/NBA (1948, 1955)[1]
- 3-krotny wicemistrz NBA (1951–1953)
- Uczestnik meczu gwiazd Legend NBA (1957)[4]